# 阪堺電氣軌道
阪堺電氣軌道株式會社（日语： Hankai denki kidō */?），是大阪市內與堺市內營運2條路面電車路線的公司，並是南海電氣鐵道的全資子公司。本社位於大阪府大阪市住吉區清水丘3丁目14番72號。
通稱「阪堺電車」「阪堺電軌」。當地人稱之為「Chin電」。此外，戰前亦曾存在稱為「阪堺電鐵」的私鐵（通稱：新阪堺，是大阪市電阪堺線的前身。1944年公營化，1968年廢線），但與阪堺電氣軌道並無關係。

## 路線

### 現有路線

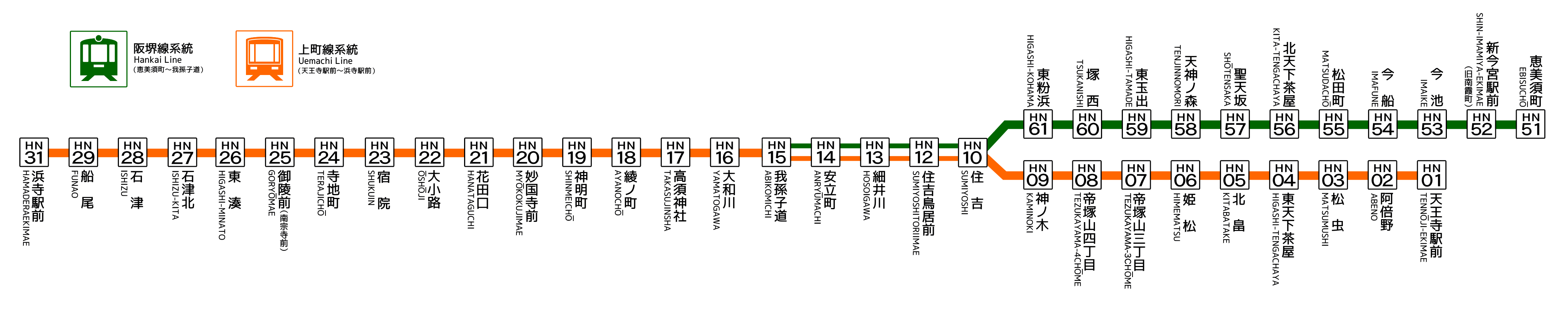
路線圖

| 路線記號 | 中文線名 | 日文線名 | 起點               | 終點             | 距離（公里） |
| -------- | -------- | -------- | ------------------ | ---------------- | ------------ |
| HN       | 阪堺線   |          | 惠美須町（HN51）   | 濱寺站前（HN31） | 14.1         |
| HN       | 上町線   |          | 天王寺站前（HN01） | 住吉（HN10）     | 4.4          |

### 廢止路線、路段
- 上町線：（舊）天王寺站前－天王寺站前 0.1公里
- 上町線：住吉－住吉公園 0.2公里
- 平野線（日语：南海平野線）：今池－平野 5.9公里
- 大濱支線（日语：南海大浜支線）：宿院－大濱海岸 1.4公里

### 讓渡路段
- 上町線：天王寺西門前－（舊）天王寺站前

### 主要運行系統
詳細參見各路線條目。★為廢除了的系統。
- 天王寺站前－濱寺站前（上町線、阪堺線）
- 天王寺站前－我孫子道（上町線、阪堺線）
- 惠美須町－我孫子道（阪堺線）
- 我孫子道－濱寺站前（阪堺線）
- ★天王寺站前－住吉公園（上町線）
- ★惠美須町－濱寺站前（阪堺線）
- ★惠美須町－平野（阪堺線、平野線）
- ★天王寺站前－平野（上町線、平野線）
- ★住吉－東湊（阪堺線）
- ★住吉－濱寺站前（阪堺線）

## 各系列的車箱

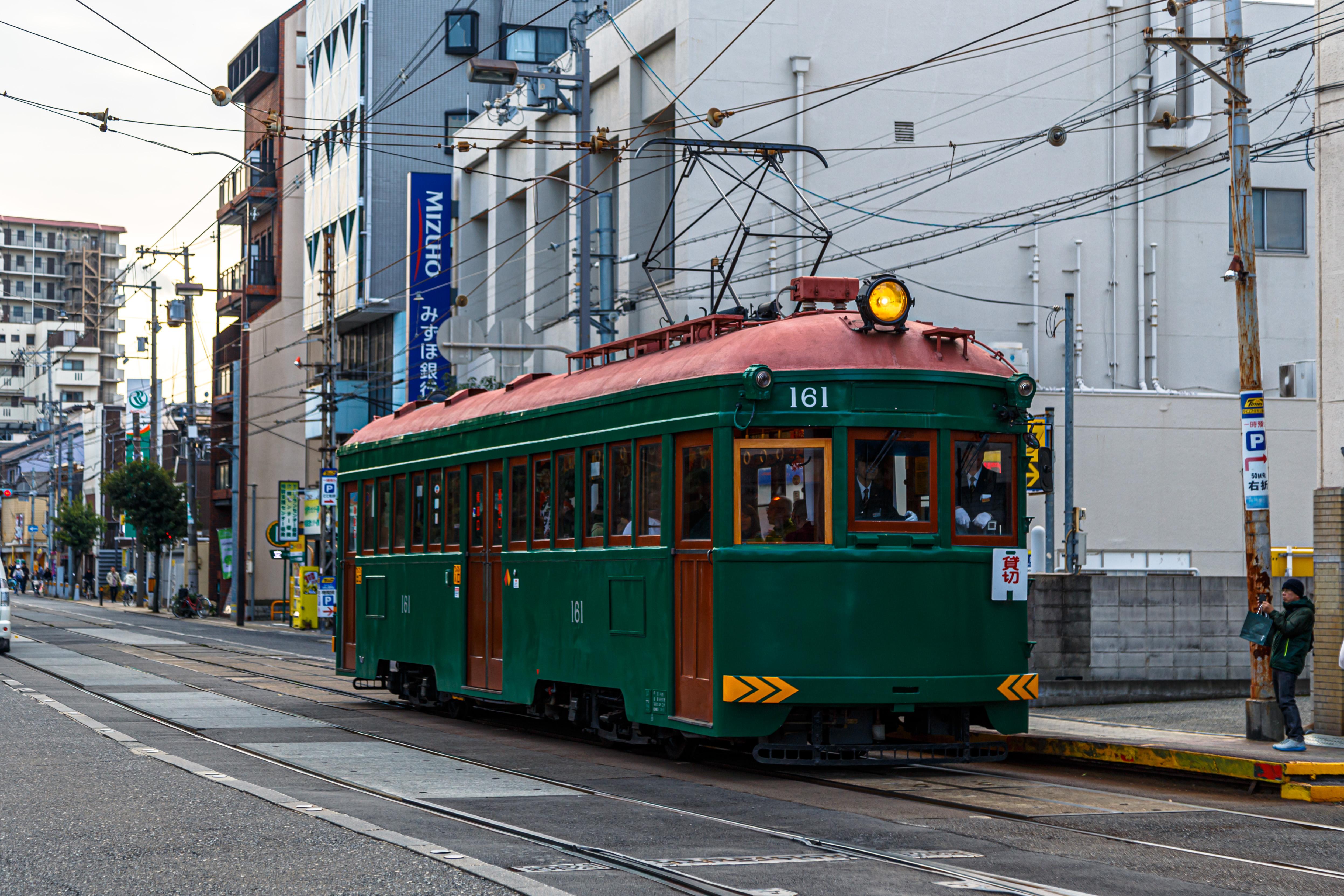
161 series
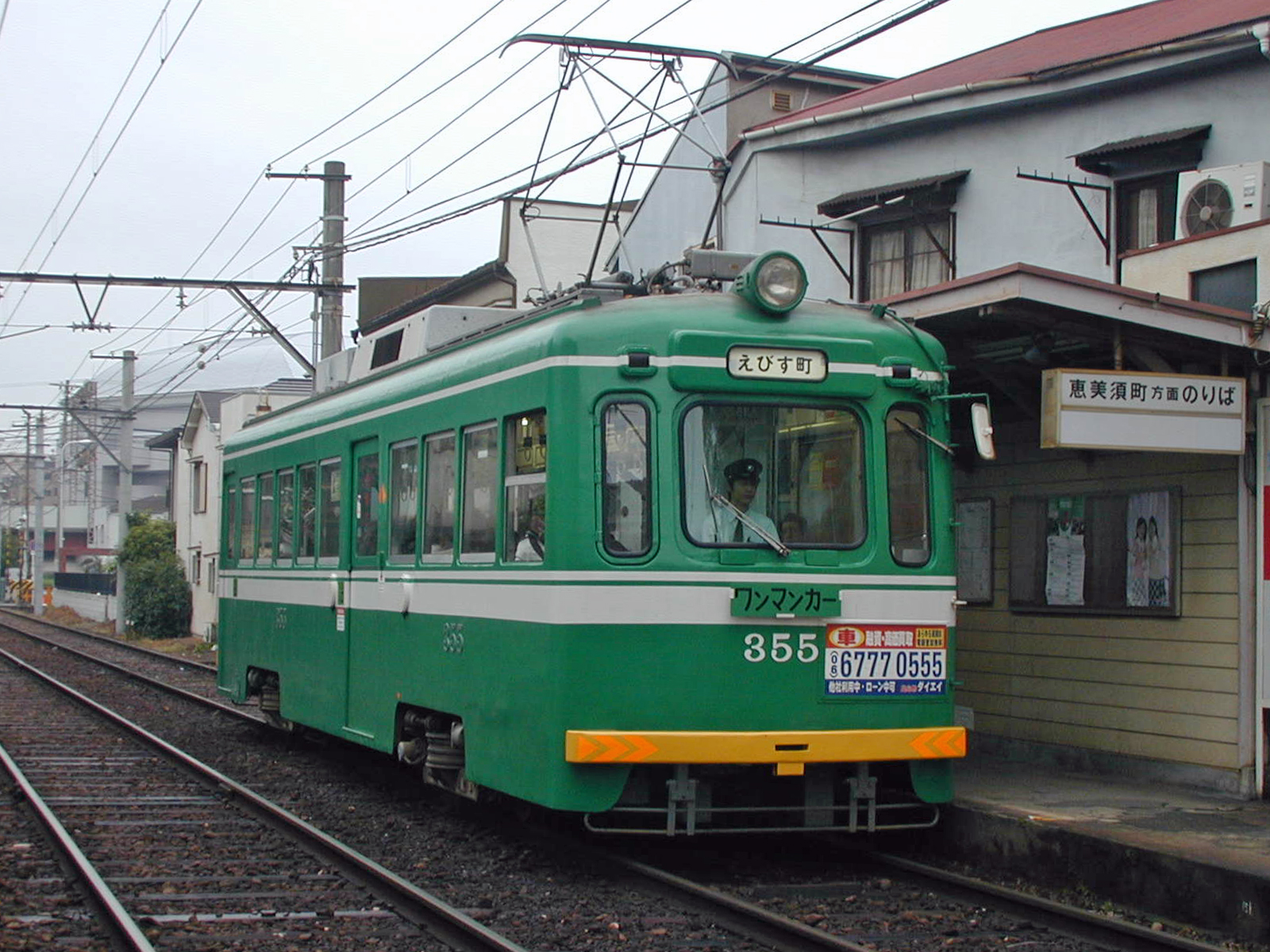
351 series
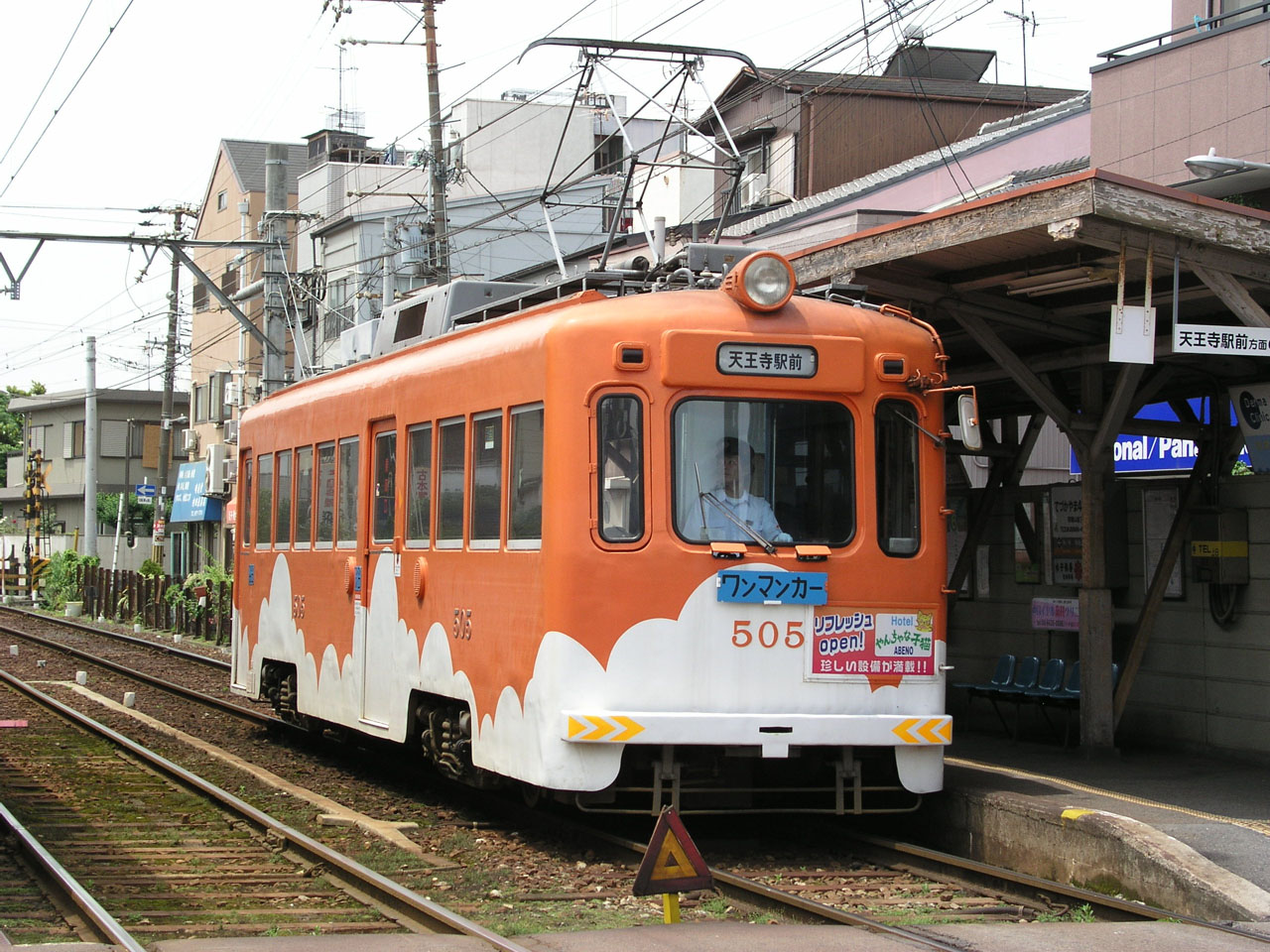
501 series
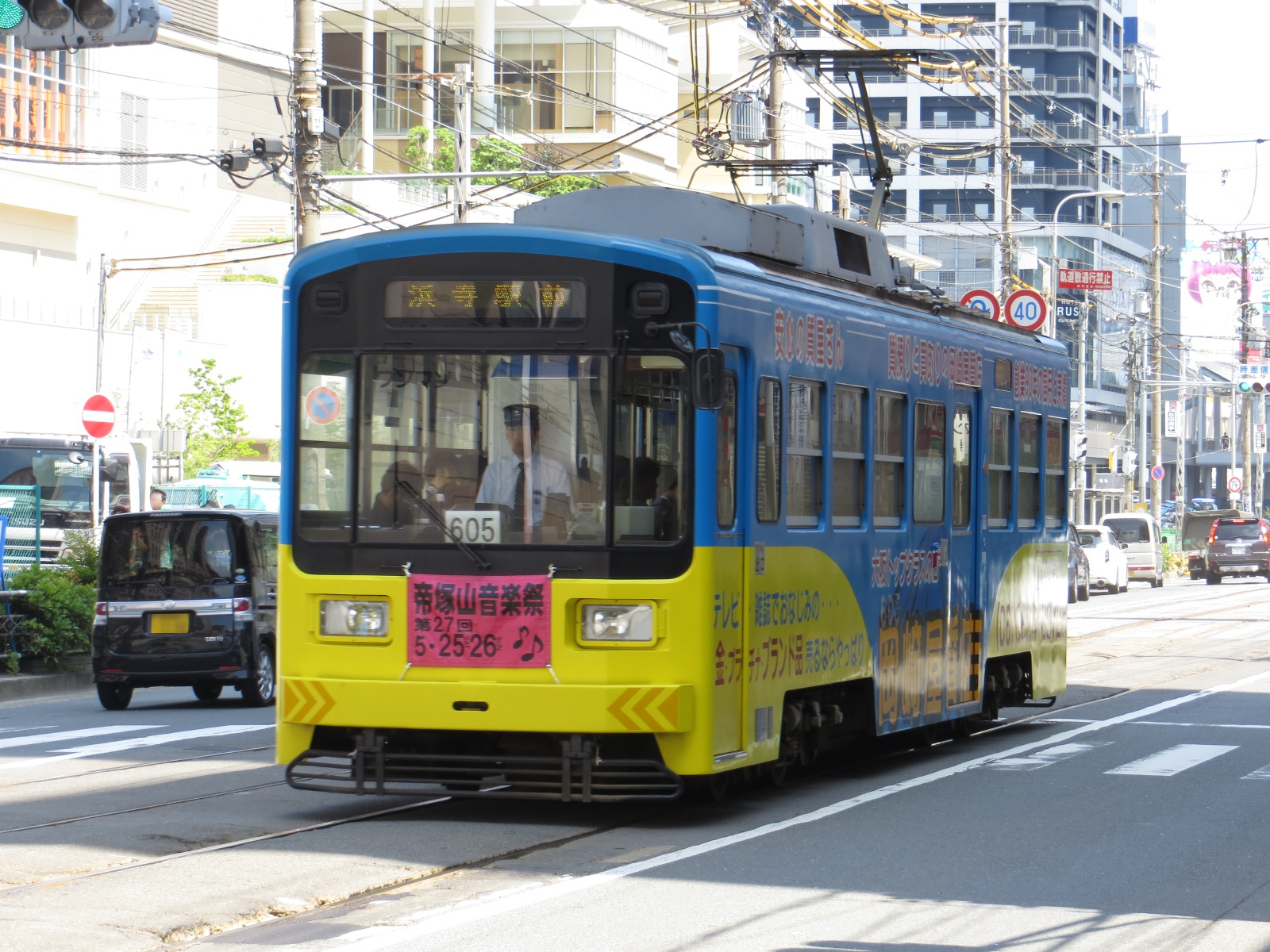
601 series
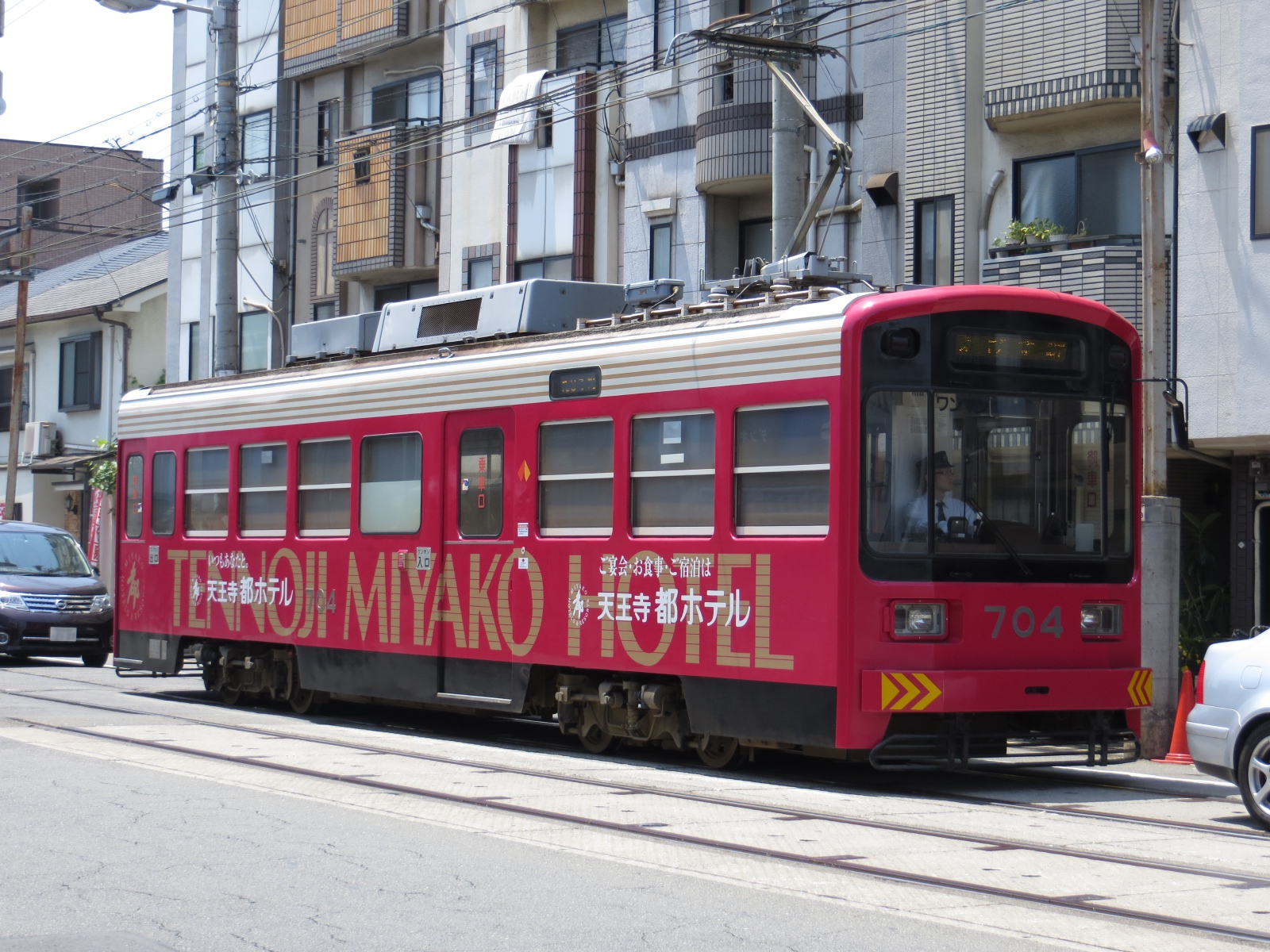
701 series
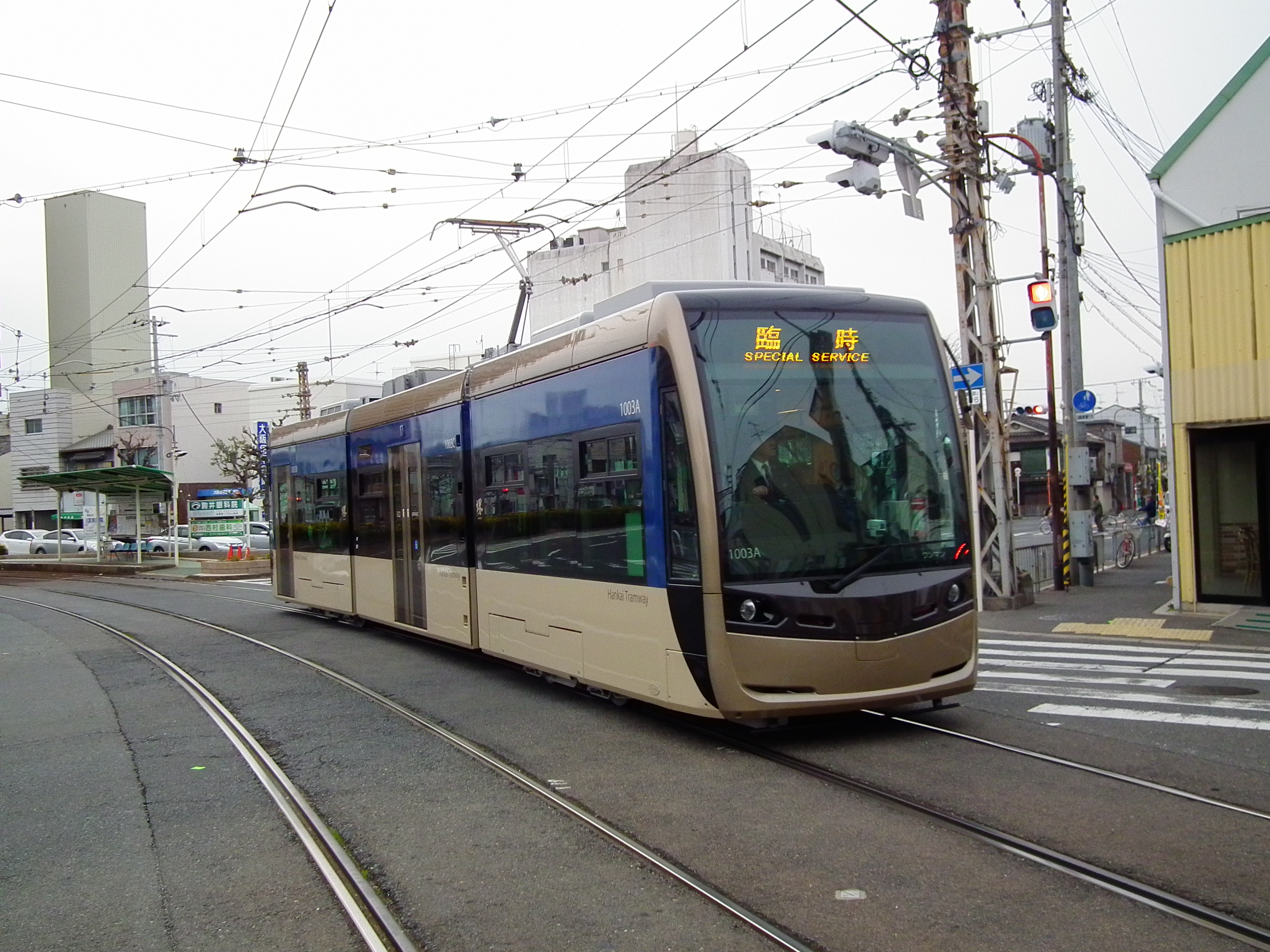
1001 series
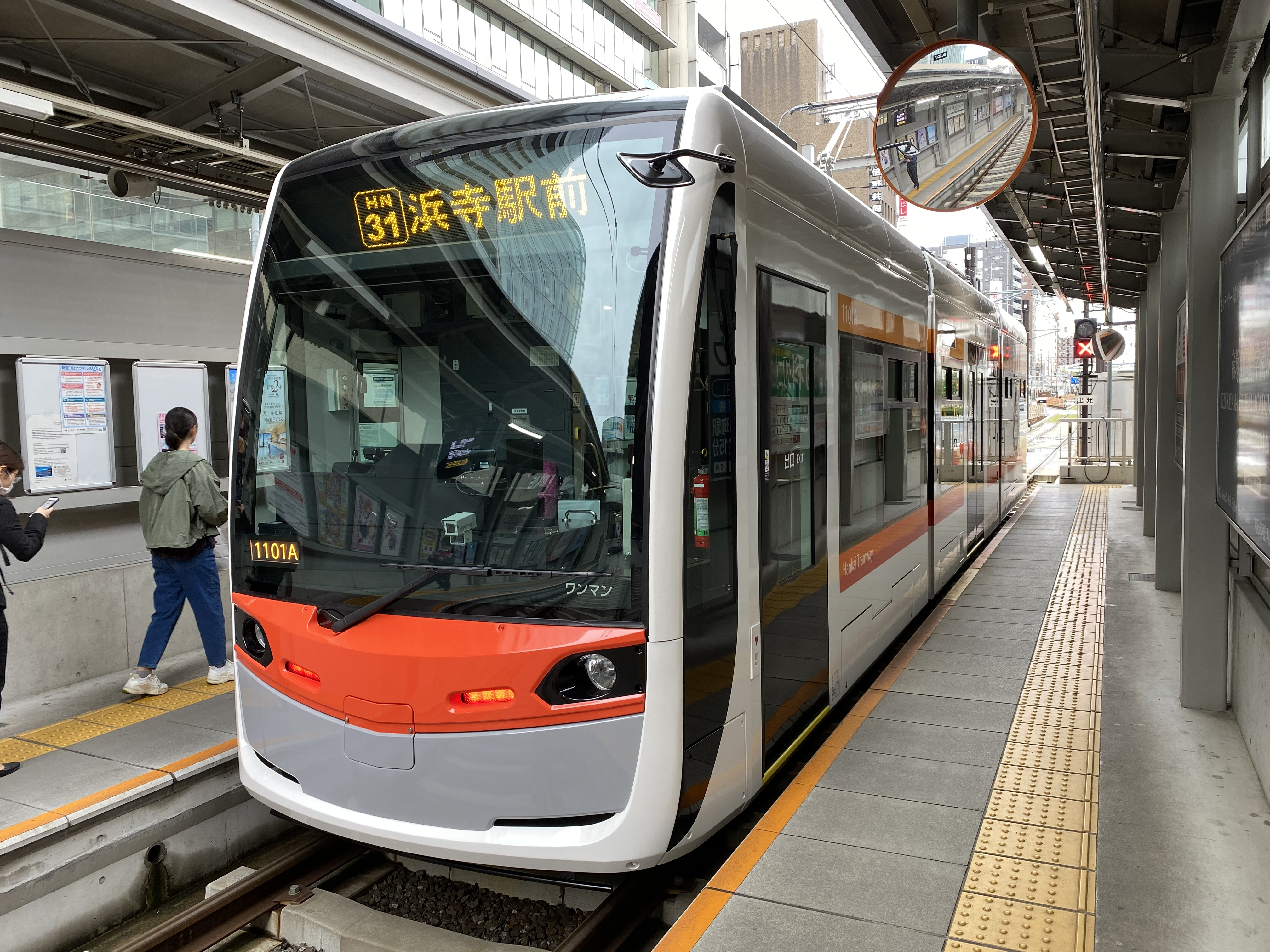
1101 series

## 外部連結
- 阪堺電氣軌道株式會社的主頁 （页面存档备份，存于）